# Jeanette Attiger-Suter
Jeanette Attiger-Suter (Bazel, 10 juli 1938 - Binningen, 17 mei 1987) was een Zwitserse advocate, rechter en politica voor de Vrijzinnig-Democratische Partij (FDP/PRD) uit het kanton Basel-Landschaft.

## Biografie

### Afkomst en opleiding
Jeanette Attiger-Suter was een dochter van Hans-Rudolf Suter, een architect, en van Marie-Louise Hedwig Fischer. In 1961 trouwde ze met Peter Josef Attiger, een advocaat. Ze was moeder van drie kinderen. Na haar schooltijd aan het meisjesgymnasium in Bazel studeerde ze rechten en behaalde ze een doctoraat.

### Carrière
In 1972 werd Attiger-Suter advocate. Eerst was ze griffier bij de rechtbank en later partner in een advocatenkantoor. Van 1972 tot 1978 was ze lid van de algemene raad van Binningen, waarvan ze in 1972 voorzitster was. Als juriste was ze voornamelijk gespecialiseerd in het staatsrecht en bestuursrecht. Van 1975 tot 1982 was ze lid van de Landraad van Basel-Landschaft, waar ze de kieswetcommissie voorzat. Vervolgens was ze van 1982 tot 1987 rechter in de kantonnale rechtbank. Van 1984 tot 1987 was ze tevens voorzitster van de kantonnale afdeling van haar partij.
- Gemeinsame Normdatei: 1048062023
- Historisch woordenboek van Zwitserland: 006017
- Virtual International Authority File: 306372952